# Institut pontifical d'archéologie chrétienne
L'Institut pontifical d'archéologie chrétienne (en italien Pontificio Istituto di Archeologia Cristiana abrégé en P.I.A.C.) est une institution universitaire du Saint-Siège, fondée par le pape Pie XI le 11 décembre 1925 et dont le siège est situé à Rome.

## Histoire

### Origine
L'Institut pontifical d'archéologie chrétienne a été fondé le 11 décembre 1925, suite à la promulgation du motu proprio « I primitivi cemeteri » par le pape Pie XI. L'Institut avait pour vocation de préparer des étudiants de toutes nationalités à l'étude des découvertes archéologiques chrétiennes. Pie XI a également mis à sa disposition l'étude gratuite des catacombes de Rome et d'autres sites italiens sous la tutelle du Saint-Siège.
L'Institut, en collaboration avec la Commission pontificale pour l'archéologie sacrée et l'Académie pontificale d'archéologie, s'inscrit dans un projet initié par le pape Pie IX. Ce projet s'inspire de l'archéologue Giovanni Battista De Rossi, connu comme le « fondateur » de l'archéologie chrétienne, en 1852, qui se consacre à la préservation, la valorisation et la sauvegarde des vestiges des fouilles.
Pie XII confia l'organisation de l'Institut à Johann Peter Kirsch, fondateur de l'Institut romain de la Société Görres en 1888. Kirsch devint également le premier recteur de l'Institut, poste qu'il occupa pendant 16 ans jusqu'à sa mort en 1941.

### Activités
L'Institut pontifical d'archéologie chrétienne offre à ses étudiants la possibilité d'obtenir des doctorats et des licences qui, conformément aux accords du Processus de Bologne, ont une valeur équivalente aux diplômes de deuxième et troisième cycles en Italie. Parmi les disciplines abordées dans les cours de l'Institut pontifical figurent l'épigraphie, l'iconographie et la muséographie. Chaque cours est accompagné de démonstrations et de visites pratiques, ainsi que d'études théoriques.
Depuis 1963, l'Institut pontifical d'archéologie chrétienne organise chaque année des voyages d'études scientifiques pour tous ses étudiants et professeurs, afin de développer de nouvelles thématiques. Le premier voyage d'études s'est déroulé à Milan, Vérone, Monza et Castelseprio ; au fil des ans, les voyages se sont multipliés non seulement en Italie, mais aussi en Europe et en Afrique.
En 2001, l'Institut pontifical d'archéologie chrétienne a rejoint le projet international C.A.R.E. (Corpus architecturae religiosae europeae), consacré à l'élaboration d'un corpus sur l'architecture religieuse des IVe – Xe siècles. La coordination du projet pour l'Italie centrale a été confiée à Federico Guidobaldi, professeur émérite d'architecture chrétienne ancienne et de topographie de la Rome antique à l'Institut pontifical d'archéologie chrétienne.

## Les fouilles

### Fouilles du tombeau de saint Pierre
En 1939, douze ans après sa fondation, l'Institut pontifical d'archéologie chrétienne reçut sa première commande directe de fouilles du pape Pie XII. Celles-ci impliquaient l'analyse d'un sarcophage présumé découvert sous la basilique Saint-Pierre au Vatican lors d'une opération visant à abaisser le sol de la basilique. Les recherches, dirigées par Ludwig Kaas, Bruno Maria Apollonj Ghetti et Antonio Ferrua (ce dernier avait obtenu son diplôme d'épigraphie chrétienne en 1937 à l'Institut pontifical d'archéologie chrétienne, dont il deviendrait recteur en 1973), conduisirent à l'identification du tombeau présumé de saint Pierre et des reliques du saint en 1950. En 1953, l'épigraphiste Margherita Guarducci, qui reprit les recherches de Ferrua, identifia d'autres vestiges dans la zone de fouilles qui, selon ses études, devaient être les véritables reliques de saint Pierre, suscitant ainsi un litige avec Ferrua lui-même.

### Fouilles du côté sud de Saint-Paul-hors-les-Murs
L'Institut pontifical d'archéologie chrétienne a dû attendre 68 ans avant de recevoir une nouvelle commande du Saint-Siège : en 2007, il s'est vu confier la fouille du côté sud de la basilique Saint-Paul-hors-les-Murs, la deuxième plus grande basilique papale de Rome après Saint-Pierre.
Les fouilles, supervisées par la professeure Lucrezia Spera, se sont déroulées entre 2007 et 2009 en collaboration avec les Musées du Vatican. Elles ont permis la reconstruction d'un monastère datant de l'époque de l'occupation de cette zone, disparu par la suite, ainsi que d'autres découvertes également attribuables au haut Moyen Âge.
En juin 2018, neuf ans après la fin des fouilles, grâce à un projet associant l'Institut pontifical d'archéologie chrétienne, les Musées du Vatican, l'École de spécialisation en patrimoine architectural et paysager et l'Université de Rome « La Sapienza », la zone archéologique a été inaugurée et ouverte au public.

### Fouilles à Riva Ligure
Depuis novembre 2016, l'Institut pontifical d'archéologie chrétienne mène une fouille à ciel ouvert à Riva Ligure, au sein du complexe paléochrétien de Capo Don, dans laquelle les chercheurs ont mis au jour une basilique paléochrétienne située au-dessus du niveau de la mer. En décembre 2019, le maire de Riva Ligure, Giorgio Giuffra, dans une interview accordée à un journal local, a salué le travail des chercheurs de l'Institut car le parc archéologique créé a suscité l'attention et la curiosité des visiteurs, permettant ainsi à la municipalité d'atteindre des pics de tourisme d'environ trois mille visiteurs en l'espace de quelques mois, des chiffres rarement atteints dans ce contexte.

### Fouilles à Adulis
De 2018 à 2020, l'Institut pontifical d'archéologie chrétienne, en collaboration avec l'Université catholique de Milan, l'Université polytechnique de Milan et l'Université de Naples « L'Orientale », a entrepris des fouilles dans la cité antique d'Adulis, en Érythrée. Ces fouilles s'inscrivent dans le cadre d'un projet visant à étudier la formation du christianisme dans la Corne de l'Afrique durant l'Antiquité tardive. Autrefois important comptoir byzantin sur la mer Rouge, Adulis a été submergée par une inondation de limon, probablement causée par un tsunami, au VIIe siècle. Les fouilles ont permis d'estimer la superficie de la cité antique à environ 40 hectares, de mettre au jour divers objets du quotidien, trésors et pierres précieuses restés submergés par l'inondation, et de redécouvrir la Porte Ouest de la ville.
Les travaux de l'Institut pontifical se sont principalement concentrés sur le périmètre de 30 mètres correspondant à l'ancienne église épiscopale paléochrétienne. Trois autres églises ont également été découvertes, témoignant de la propagation du christianisme en Afrique de l'Est,. L'Institut pontifical, tout au long des fouilles, a impliqué et reçu le soutien de la jeunesse et des universitaires locaux, et a reçu la visite du président de l'Érythrée, Isaias Afewerki, au nom du contact diplomatique entre le Saint-Siège et l'Érythrée elle-même.

## Bibliothèque
La bibliothèque de l'Institut pontifical d'archéologie chrétienne, accessible aux inscrits aux cours ordinaires et aux auditeurs libres, possède une collection totale d'environ 50 000 volumes, avec un ajout annuel de 500 unités supplémentaires.

## Maison d'édition
La maison d'édition de l'Institut, PIAC, a publié plus de 100 publications, réparties en collections principalement consacrées à l'archéologie chrétienne. Elle assure également la publication de la Rivista di Archeologia Cristiana, fondée en 1924, donc avant la naissance de l'Institut pontifical.

## Recteurs
En 2020, l'Institut pontifical d'archéologie chrétienne a connu 14 recteurs différents au cours de son histoire ; seuls deux d'entre eux ont exercé plus d'un mandat : Victor Saxer (1970-1973 et 1983-1993) et Danilo Mazzoleni (2004-2007 et 2013-2019).
Johann-Peter Kirsch, fondateur de l'Institut pontifical, détient le record du mandat le plus long, avec 16 ans à ce poste (1925-1941), tandis que celui d'Umberto Maria Fasola, qui n'a duré que deux ans (1981-1983), est le plus court.
À ce jour, le règlement de l'Institut pontifical d'archéologie chrétienne prévoit un mandat continu maximal de six ans pour ses recteurs.
Les pays représentés par les recteurs de l'Institut sont : l'Italie, la France, le Luxembourg, la Belgique et l'Allemagne.
Recteurs de l'Institut pontifical d'archéologie chrétienne :
- Johann Peter Kirsch (1925–1941)
- Pio Franchi de’Cavalieri (1941–1942, commissaire)
- Giuseppe Bruno (1942–1946, commissaire)
- Lucien de Bruyne (1946–1961)
- Joseph Darsy (1961–1967)
- Enrico Josi (1967–1970)
- Victor Saxer (1970–1973)
- Antonio Ferrua (1973–1979)
- Umberto Maria Fasola (1979–1982)
- Victor Saxer (1982–1992) 2º mandat
- Patrick Saint-Roch (1992–1998)
- Philippe Pergola (1998–2004)
- Danilo Mazzoleni (2004–2007)
- Vincenzo Fiocchi Nicolai (2007–2013)
- Danilo Mazzoleni (2013–2020) 2e mandat
- Stefan Heid (2020)